# 龙岗镇 (杭州市)
龙岗镇，中国浙江省杭州市临安区下辖的一个镇。昌化鸡血石产自该镇内的玉岩山。

## 辖区
该镇下辖以下地区：
无他村、汤家湾村、群沃村、林坑村、百丈村、新溪新村、龙井村、兴龙村、龙井桥村、桃花溪村、大峡谷村、相见村、五星村、峡谷源村、玉山村、国石村、太平村、东塔村、上溪村、华光潭村、华川村、鱼跳村、望湖村和仙人塘村。